# Osterode am Harz (stad)
Osterode am Harz is een plaats in de Duitse deelstaat Nedersaksen. Het is een selbständige Gemeinde binnen de Landkreis Göttingen. De stad telde 21.382 inwoners op 31 december 2023. Tot 1 november 2016 was de stad de kreisstadt van het per die datum opgeheven Landkreis Osterode am Harz. 
Osterorde verkreeg stadsrecht in 1293.

## Indeling
Osterode omvat de volgende ortsteile:
- Dorste
- Düna
- Förste/Nienstedt met Förste en Nienstedt
- Freiheit
- Lasfelde/Petershütte/Katzenstein met Lasfelde, Petershütte  en Katzenstein
- Lerbach
- Marke
- Kernstadt
- Riefensbeek-Kamschlacken
- Schwiegershausen
- Ührde

## Geboren
- Ernst Preising (1911-2007), botanicus, natuurbeschermer en landbouwkundige
- Marco Bode (1969), voetballer

## Galerij

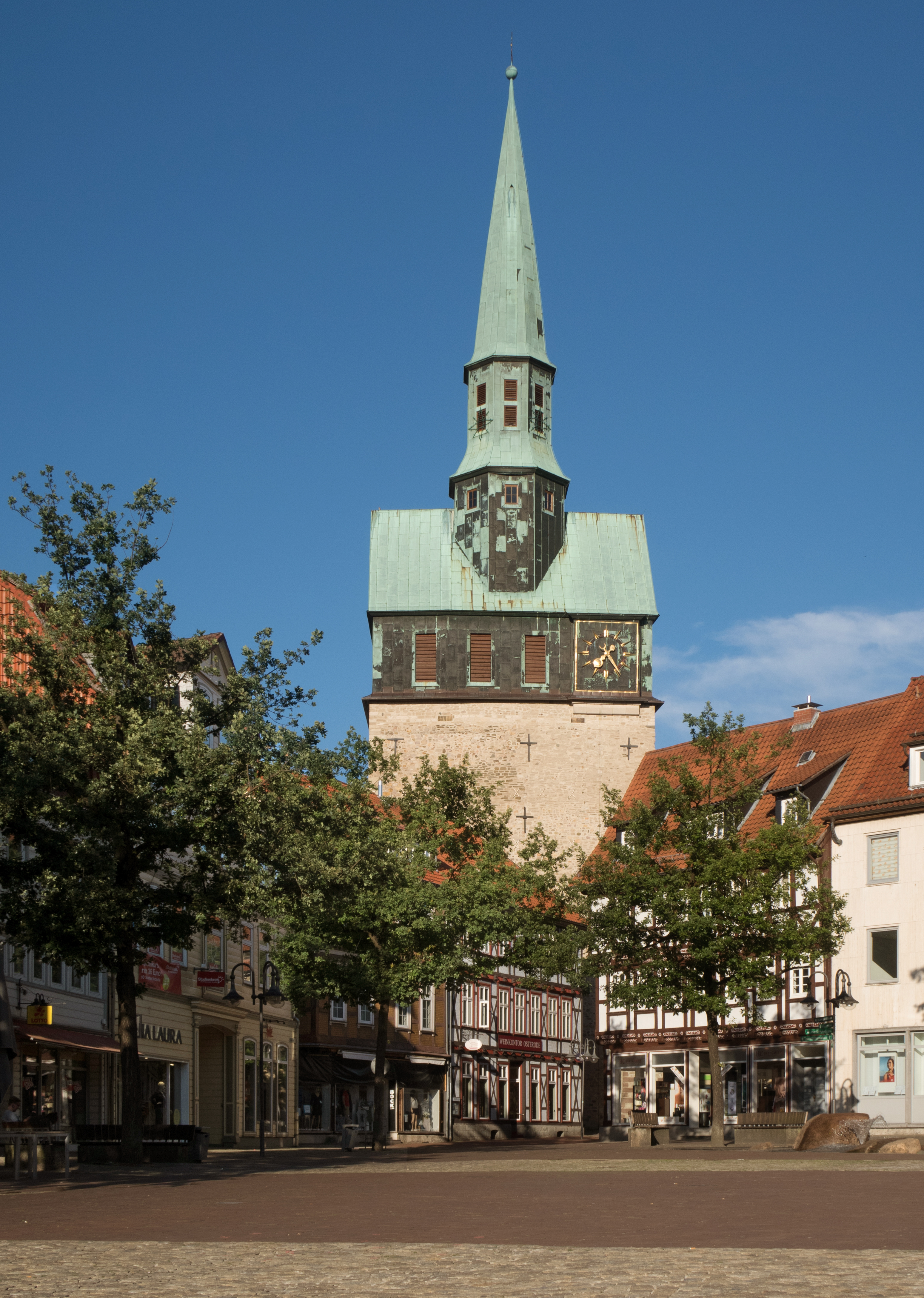
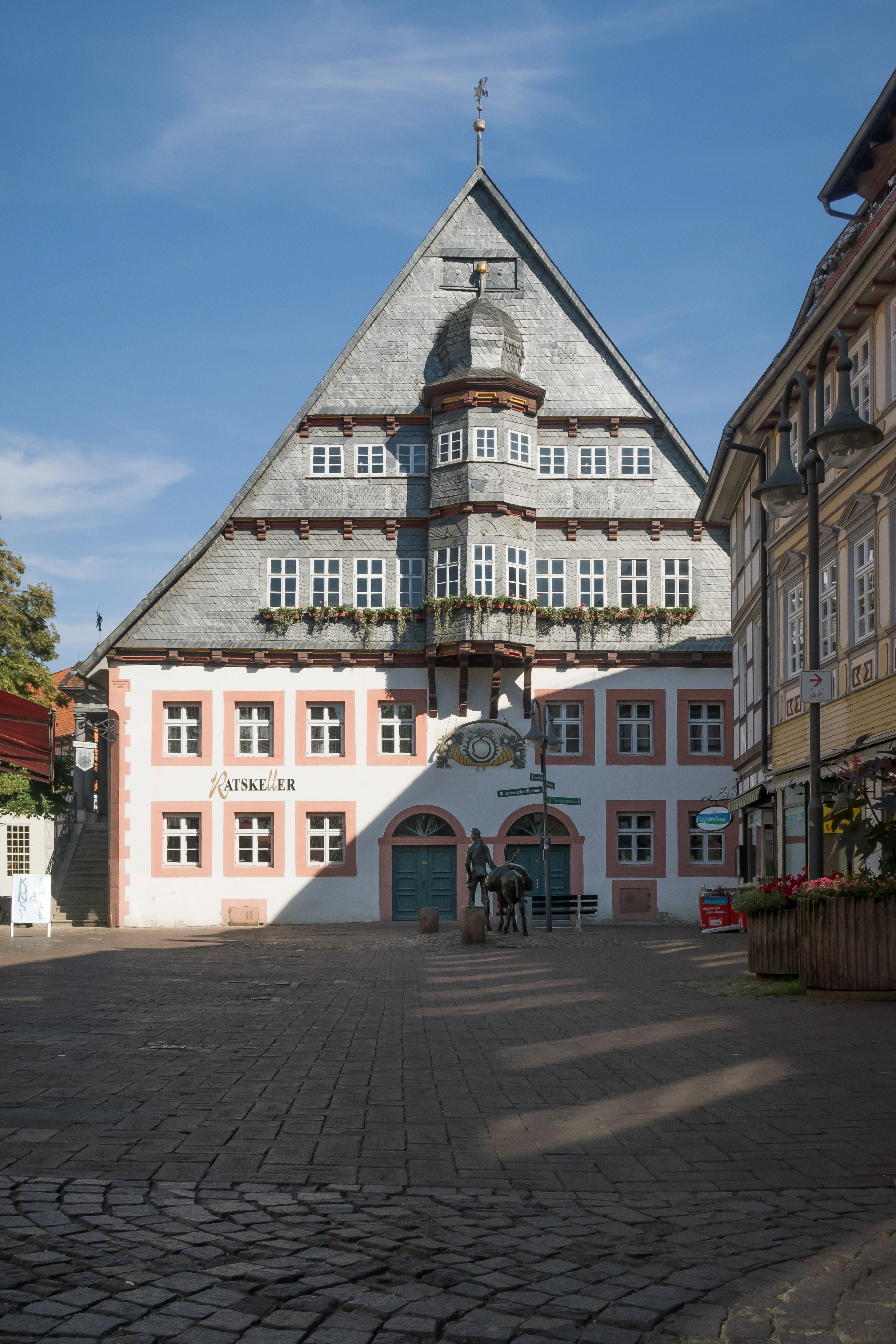
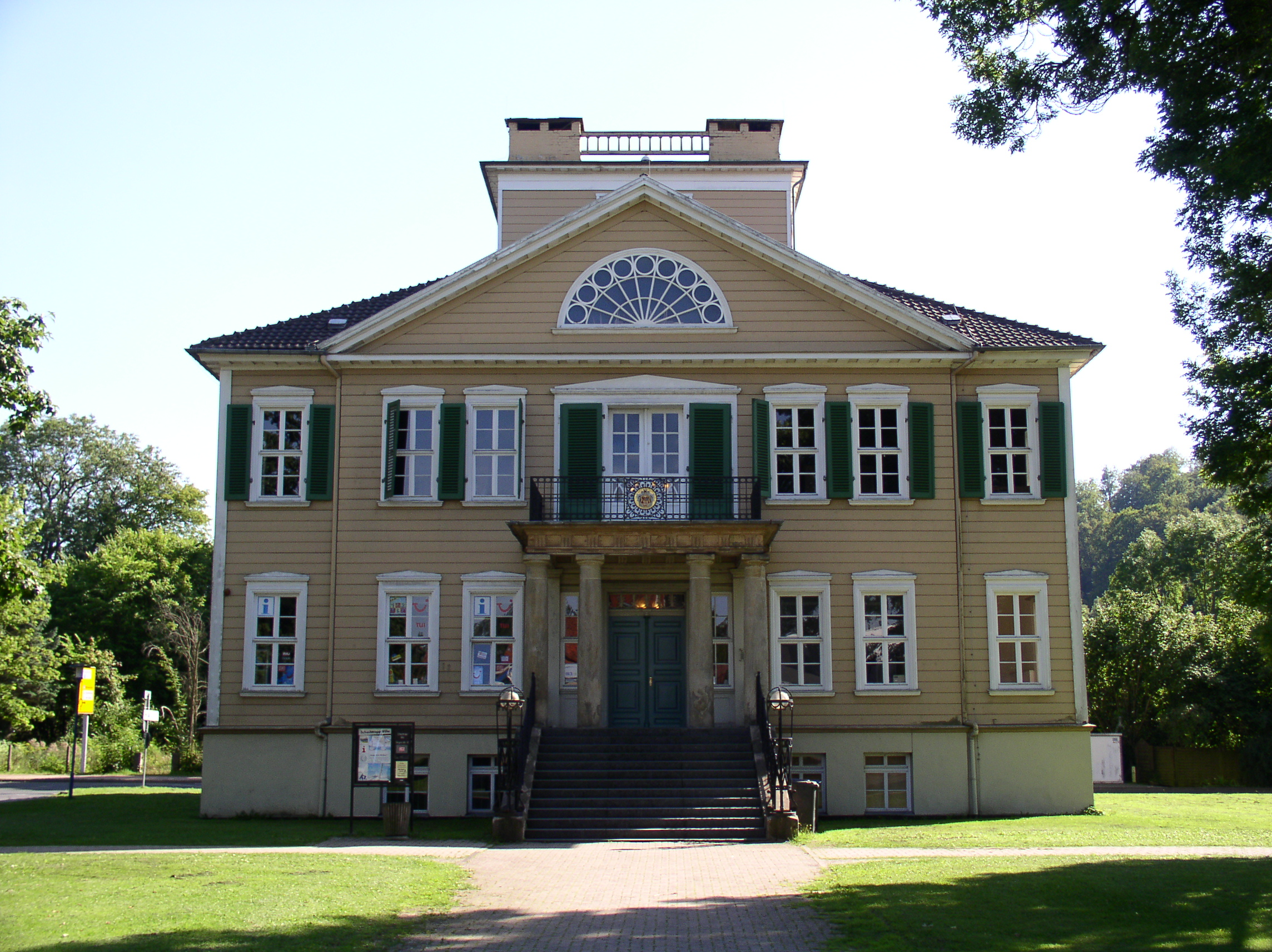
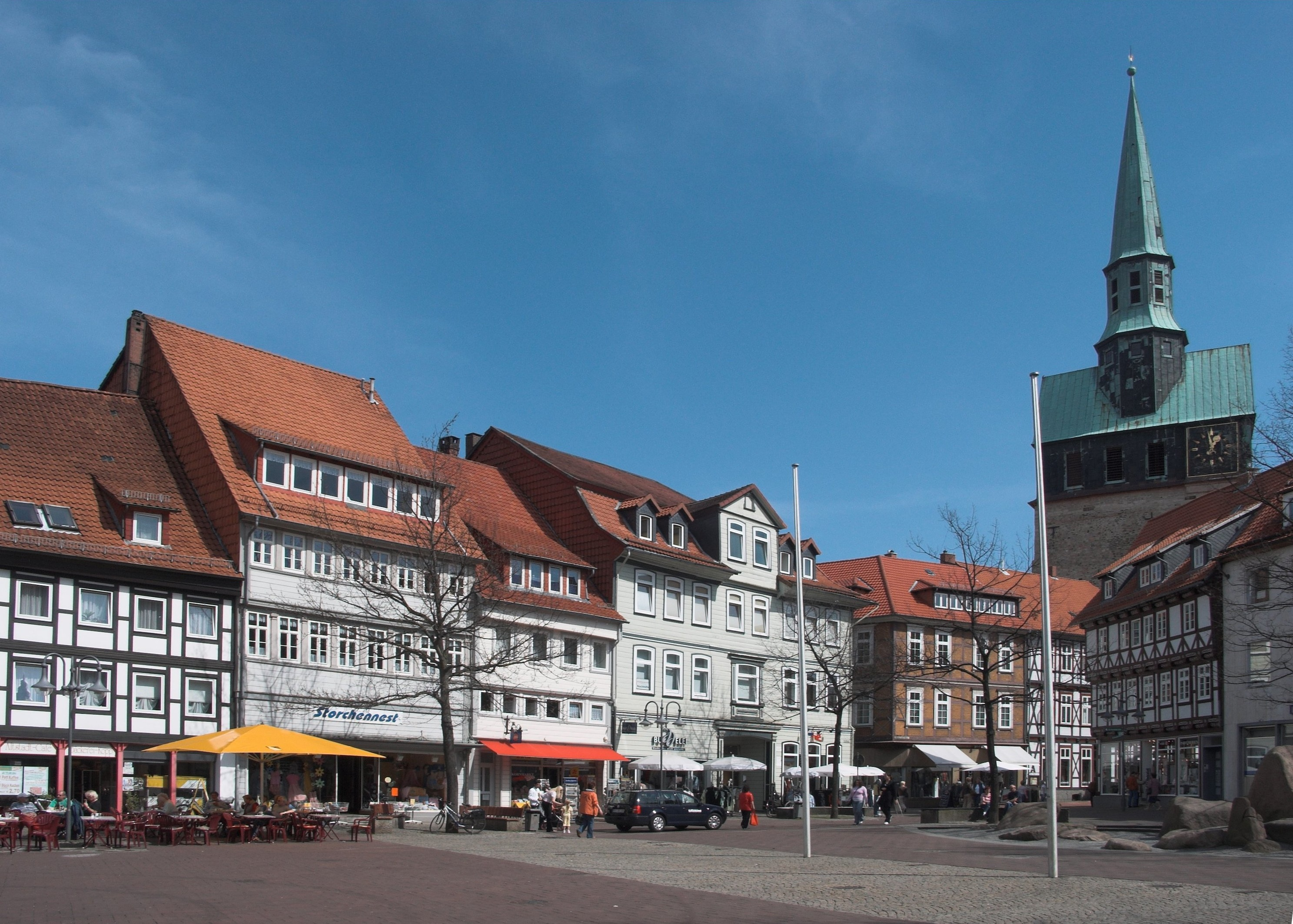
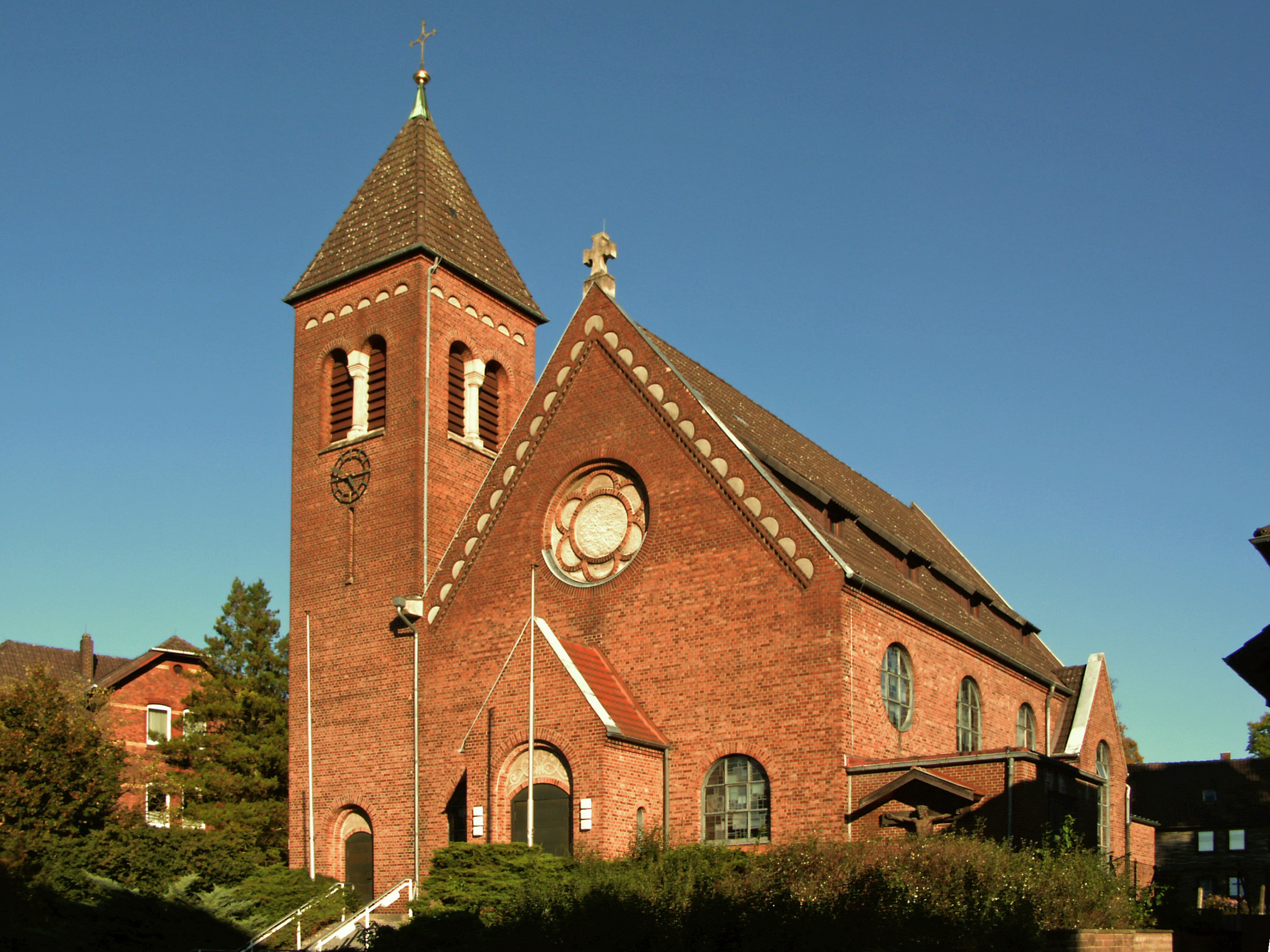
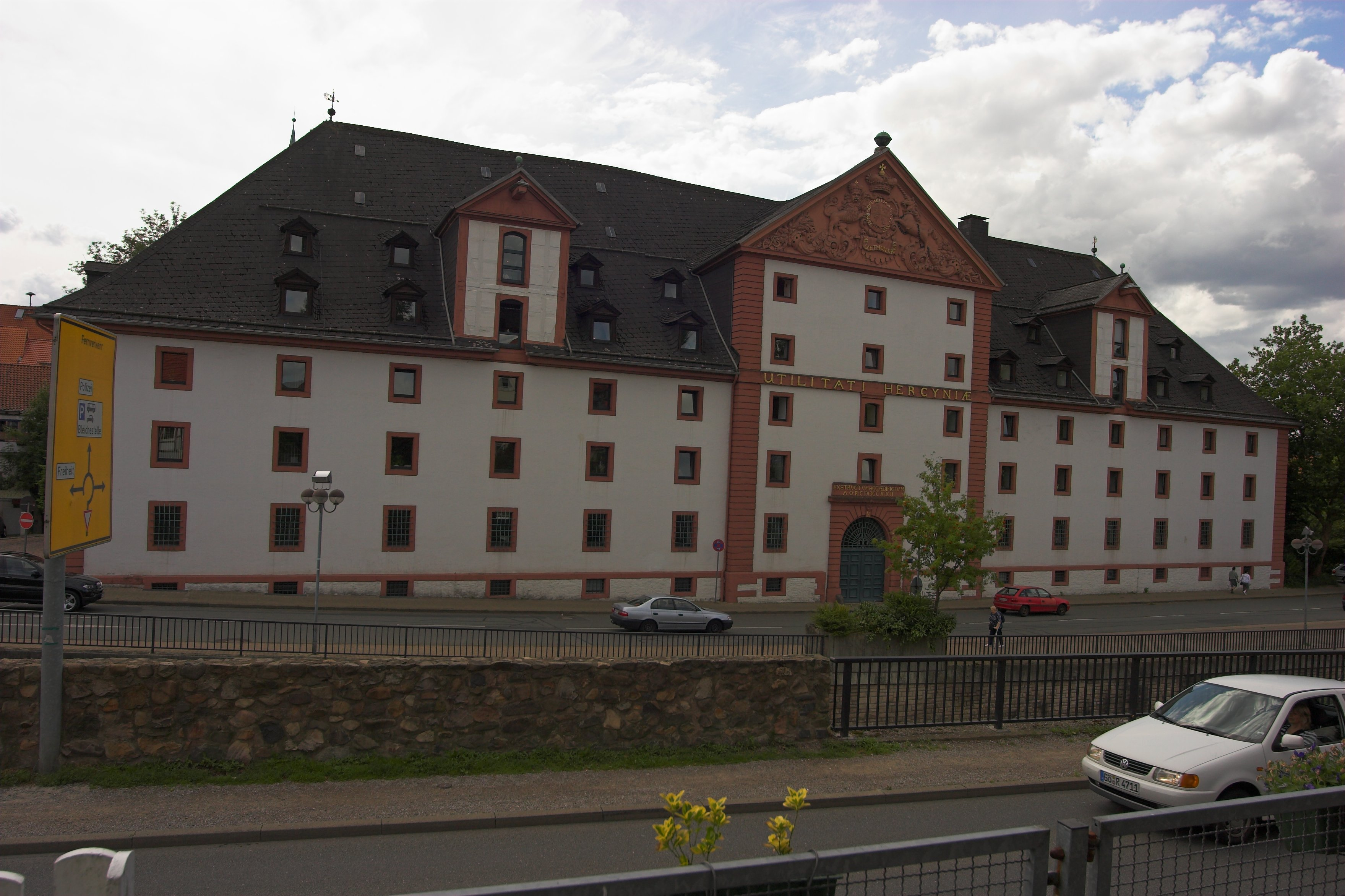
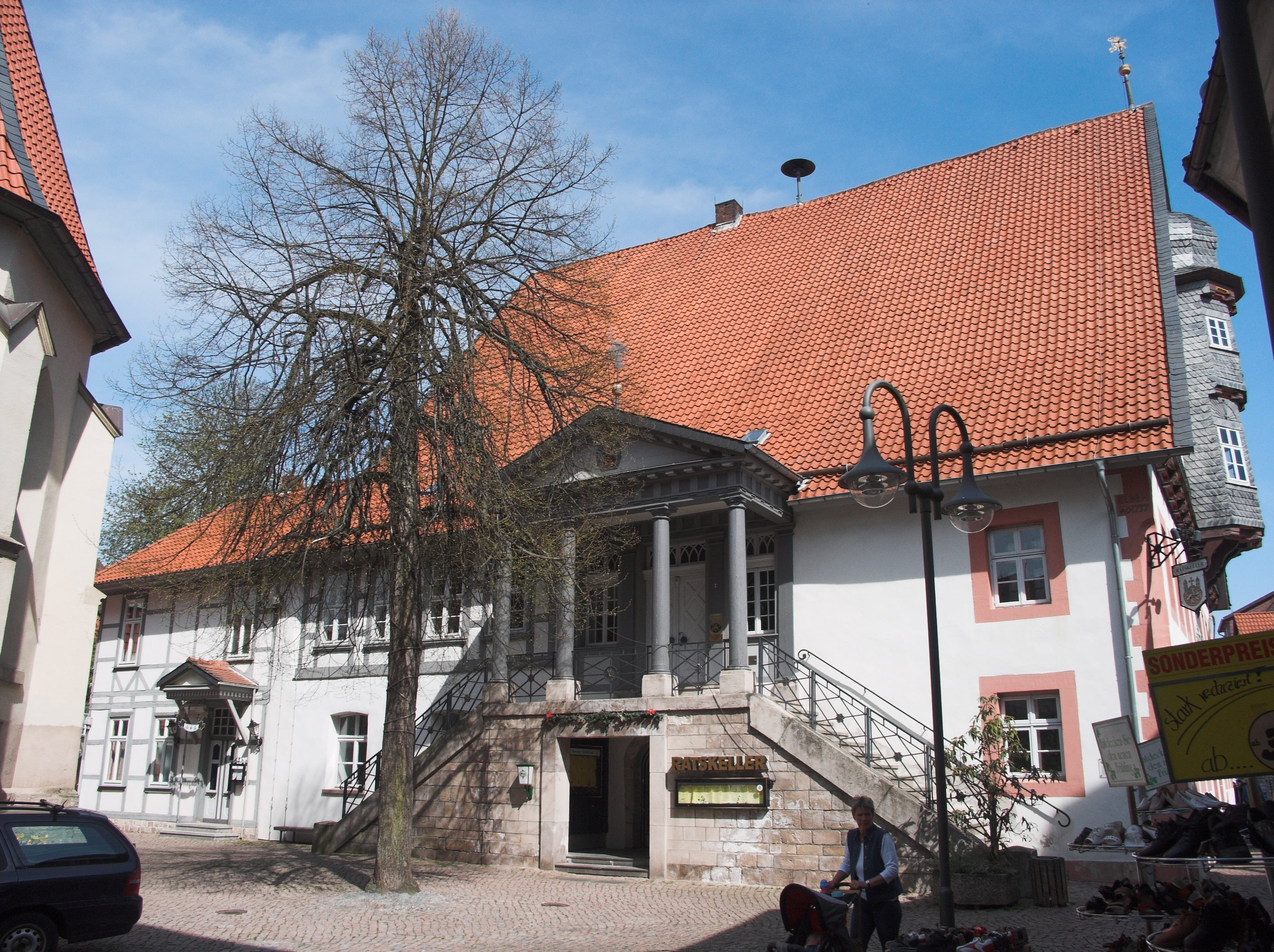
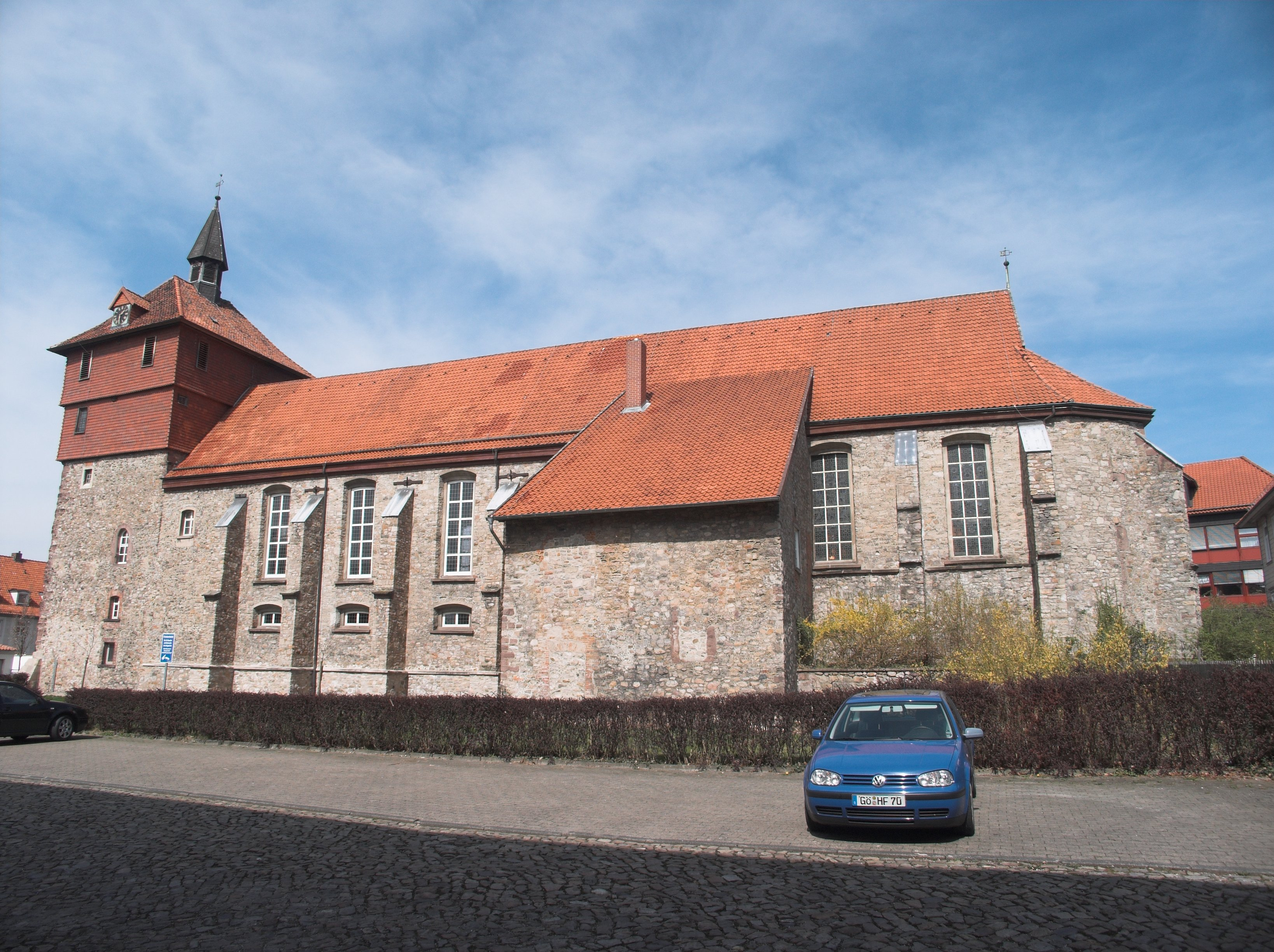

- Gemeinsame Normdatei: 4044041-2
- Library of Congress Control Number: n82084227
- MusicBrainz: 2d0ee0fc-302c-41d8-82b6-48dac655e9ae
- Nationale Bibliotheek van Tsjechië: ge715891
- Nationale Bibliotheek van Israël: 987007550497805171
- Système universitaire de documentation: 24940303X
- Virtual International Authority File: 141369664
- WorldCat: E39PBJp64ff6H3WwV7dtB897HC

Adelebsen · 
Bad Grund · 
Bad Lauterberg im Harz · 
Bad Sachsa · 
Bilshausen · 
Bodensee · 
Bovenden · 
Bühren · 
Dransfeld · 
Duderstadt · 
Ebergötzen · 
Elbingerode · 
Friedland · 
Gieboldehausen · 
Gleichen · 
Göttingen · 
Hann. Münden · 
Harz (gemeentevrij gebied, Landkreis Göttingen) ·
Hattorf am Harz · 
Herzberg am Harz · 
Hörden am Harz · 
Jühnde · 
Krebeck · 
Landolfshausen · 
Niemetal · 
Obernfeld · 
Osterode am Harz · 
Rhumspringe · 
Rollshausen · 
Rosdorf · 
Rüdershausen · 
Scheden · 
Seeburg · 
Seulingen · 
Staufenberg · 
Waake · 
Walkenried · 
Wollbrandshausen · 
Wollershausen · 
Wulften am Harz